# PGAM4
PGAM4 (англ. Phosphoglycerate mutase family member 4) – білок, який кодується однойменним геном, розташованим у людей на довгому плечі X-хромосоми. Довжина поліпептидного ланцюга білка становить 254 амінокислот, а молекулярна маса — 28 777.
| 10         |  | 20         |  | 30         |  | 40         |  | 50         |
| ---------- |  | ---------- |  | ---------- |  | ---------- |  | ---------- |
| MAAYKLVLIR |  | HGESTWNLEN |  | RFSCWYDADL |  | SPAGHEEAKR |  | GGQALRDAGY |
| EFDICLTSVQ |  | KRVIRTLWTV |  | LDAIDQMWLP |  | VVRTWRLNER |  | HYGGLTGLNK |
| AETAAKHGEA |  | QVKIWRRSYD |  | VPPPPMEPDH |  | PFYSNISKDR |  | RYADLTEDQL |
| PSYESPKDTI |  | ARALPFWNEE |  | IVPQIKEGKR |  | VLIAAHGNSL |  | QGIAKHVEGL |
| SEEAIMELNL |  | PTGIPIVYEL |  | DKNLKPIKPM |  | QFLGDEETVC |  | KAIEAVAAQG |
| KAKK       |  |            |  |            |  |            |  |            |

A: Аланін

C: Цистеїн

D: Аспарагінова кислота

E: Глутамінова кислота

F: Фенілаланін

G: Гліцин

H: Гістидин

I: Ізолейцин

K: Лізин

L: Лейцин

M: Метіонін

N: Аспарагін

P: Пролін

Q: Глутамін

R: Аргінін

S: Серин

T: Треонін

V: Валін

W: Триптофан

Кодований геном білок за функціями належить до гідролаз, ізомераз, фосфопротеїнів. 
Задіяний у таких біологічних процесах, як гліколіз, ацетилювання. 